# Botryllus lenis
Botryllus lenis är en sjöpungsart som beskrevs av author unknown. Botryllus lenis ingår i släktet Botryllus och familjen Styelidae. Inga underarter finns listade.